# Аджемян, Хорен Григорьевич
Хоре́н Григо́рьевич Аджемя́н (в Армении известен под псевдонимом Хорен Радио) (1907, Ван, Ван — 1968, Москва) — армянский советский писатель. Писал стихи на армянском языке, а публицистику и мемуары на русском.

## Биография
Родился в Западной Армении. Младший брат писателя Гургена Маари (1903—1969). В 1915 году их семья бежала в Россию. В 1927 году опубликовал своё первое стихотворение («Классная комната»). Окончил Московский библиотечный институт. Член Союза писателей СССР с 1934 года. Автор пьесы по роману Перча Прошяна «Цецер». Жил в Москве на улице Чайковского. Похоронен на Армянском кладбище.

### Взгляды
Активный участник исторических и философских дискуссий в СССР 1940—1950-х годов. По словам исследователя В. В. Тихонова, впервые некоторые советские учёные услышали об Аджемяне, когда он прислал для «Исторического журнала» статью с новой оценкой движения Шамиля как явления реакционного (статья не была напечатана).
Во время Великой Отечественной войны занял позицию великорусского патриотизма. С. Н. Семанов называет Аджемяна, наряду с А. В. Ефимовым и Е. В. Тарле, в числе авторов письма Сталину с критикой излишнего «интернационализма» в исторической науке. С заострёнными формулировками выступил на совещании историков в ЦК ВКП(б) в июне 1944 года. Аджемян отрицал классовую борьбу как единственный двигатель истории, противопоставляя ей единство народа и государства; революционеров и мятежников называл «разрушителями», а монархов и генералов «носителями национальных стремлений и национального самосознания».
Историк О. В. Гришаев отмечает, что выступление Аджемяна было направлено против нигилистической трактовки русского прошлого. В частности, писатель заявлял: «наша рассудочная, не доходящая до ступени разума историография льнула к образам Разина, Болотникова, Пугачева, Радищева, декабристов и опасалась деяний и значения Дмитрия Донского, Александра Невского, Ивана Грозного, Петра Первого, Суворова и т. д. Почему? Потому, что первые выступали против государства, государственного гнёта своего времени, вторые же, наоборот, ратовали за укрепление и возвеличение государства, его мощи, его независимости и суверенности. Первые разрушали, вторые — строили». Аджемян характеризовал как «дикие домыслы» официозное понимание истории, при котором «народ выступает на арену… как субъект лишь тогда, когда нужно разрушать, бунтовать, поднимать восстания и мятежи».
В качестве примера подобных «домыслов» Аджемян приводил марксистскую интерпретацию Пугачёвского бунта, который он резко осуждал: «Государство Екатерины II в условиях конца XVIII в. не в такой уж степени было антинародным, а Пугачёв, воюющий за „лучшего царя“, был не таким уж преданным делу народа вождем. Сами массы, поднятые им, не могли ещё толком понять, за что они взялись за топор, вилы и оружие, и их победа способна была поставить под удар секиры политическую мощь России, могла широко открыть ворота перед иноземными захватчиками и даже на время вывести её из числа мировых держав в силу отсутствия более достойного, зрелого преемника государства Романовых … при победе Пугачёва Россия поверглась бы в пучину кровавого одичания». Многие присутствующие были потрясены и, по замечанию участника, «не верили своим ушам и глазам».
Вопреки негативному отношению советской историографии к «эксплуататорским классам» Аджемян утверждал: «люди, носящие блестящие эполеты, украшенные дорогими парчами, орденами, а иной раз и короной, выступают перед нами из тумана прежних столетий как воплощение народного духа, народной воли, народной мощи, … носителями национальных стремлений и национального самосознания». К «прогрессивным» деятелям докладчик относил фельдмаршала Румянцева, занимающего Берлин, Суворова — штурмующего Измаил, Ермолова, завоевывающего горцев Дагестана, и даже императора Александра I, вступающего победителем в Париж. Более того, Аджемян критически отзывался о традиционном для советских историков воспевании бунтовщиков: «росчерком пера расправляясь с „палачами народов“, которые при ближайшем рассмотрении часто оказывались проводниками и творцами прогрессивных стремлений истории, рассудочная историография придумывала утешительные антитезы. Она культивировала галерею химерических „революционеров“, „борцов за свободу народа“».
Во втором выступлении, отвечая на критику работника Агитпропа Е. Н. Городецкого, Аджемян заявил:
…не заслуживает серьёзного ответа другой ярлычок, данный мне щедрой рукой т. Городецкого, — о великодержавном шовинизме, ибо это обвинение чаще всего играет роль фигового листка, тщетно скрывающего другой порок, имя которого — космополитический интернационализм. <…> По тому несерьёзному обвинению т. Городецкого о том, что де я стою на позиции великодержавного шовинизма, я мог бы ответить столь же, как он, голословно, но хоть с большим основанием, что он — выразитель космополитизма, у которого чувства патриотизма, национальной гордости атрофированы.
Термин «космополитизм» был использован Аджемяном в том же смысле, в котором он с конца 1940-х годов стал употребляться во время «борьбы с космополитизмом».
Также Аджемян высказал «крамольную» мысль о произведениях Маркса и Энгельса, составляющих методологическую основу советской исторической науки: «знание России не составляло сильную сторону этих наших учителей. Главное, они не учли и не могли учесть, что Россия не есть проселочная тропа по отношению к столбовой дороге мировой истории, а наоборот, ей-то и принадлежит высокая честь составлять своей историей последнюю фазу этого великого тракта».
В 1947 году выступил на расширенном заседании сектора истории народов СССР Института истории с докладом «Об исторической сущности кавказского мюридизма», где подверг критике принятый взгляд на движение Шамиля как прогрессивное и освободительное, считая его инспирированным со стороны Турции и Англии и признавая оправданным его подавление Российской империей. Академик А. М. Панкратова, профессора Б. Н. Заходер и М. В. Нечкина охарактеризовали позицию писателя как «немарксистскую», в то же время его поддержал профессор С. К. Бушуев.

В ходе философской дискуссии 1947 года, организованной секретарём ЦК ВКП(б) А. А. Ждановым, Аджемян выступил с резкой критикой положения общественных наук в СССР. В частности, он утверждал:

«У нас есть философские работники, популяризаторы, специалисты, историки философии и критики философии. Но философов, утверждаю я, у нас здесь в зале нет. Почему? Потому что философ — это означает не просто ученый, посвященный в философскую науку, но творец этой науки. Возьмите обсуждаемую книгу. Можно ли автора называть философом на основании этой книги? Никак, он историк философии и только. Но у него же на днях вышла статья против Дьюи и других. Выступает ли он в этой статье как философ? Нет. Он тут выступает как критик философии. Мы должны с некоторым смущением отказаться от тех иллюзий, что у нас множество философов, и заботиться о том, чтобы наиболее творчески одаренные из них получили бы возможность проявить себя как философы, то есть обогащать ядро, сердцевину философской науки, а не только внешнюю оправу, систематизацию, историческое освещение этого ядра.
Мы должны дать широкие возможности печатать всякую смелую, оригинально задуманную работу, посвященную проблемам диалектического и исторического материализма, логике, онтологии, гносеологии не в том аспекте, как было до сих пор, а совершенно в другом. До сих пор мы писали о философии… Творческий философ не должен заниматься только критикой новых реакционных модных течений буржуазного мира, а он должен сам создать новые современные прогрессивные течения, оттенки, жанры в области философии».

По мнению главного редактора журнала «Вопросы философии» Б. М. Кедрова, писатель принял на себя «роль Зощенко в философии». Кедров сообщает, как ультрапатриотично настроенный Аджемян «предлагал взять в союзники диалектического материализма православие в целях борьбы с Ватиканом». В итоге речь Аджемяна оказалась одним из немногих не напечатанных в сборнике материалов дискуссии.
После XX съезда КПСС Аджемян добился публичного обсуждения в Отделении исторических наук АН СССР своего «провокационного» доклада о десталинизации в национальном вопросе. По мнению историка А. Л. Юрганова, сохранившаяся стенограмма выступлений участников дает представление, как гуманитарная мысль освобождалась от догматических установок. Позднее, в условиях свёртывания политики «оттепели» с аналогичным докладом выступит Г. С. Померанц.

## Сочинения
- Военные мелодии, Ереван, 1929. 61 с. (на арм. яз.)
- Ржавчина и металл (стих-роман), Ереван, 1930. 62 с. (на арм. яз.)
- Бодрые залпы (роман), М., 1931. 70 с.
- Волны (стихи). Ереван, 1959. 98 с. (на арм. яз.)
- Памятное // Литературная Армения: Литературно-художественный и общественно-политический журнал Союза писателей Армении и Союза армян России. — 2005. — №. 1. — С. 140—157.

Документальные публикации
- Об исторической сущности кавказского мюридизма. Дискуссия о движении Шамиля // Вопросы истории. 1947. № 1.
- Стенограммы выступлений Х. Г. Аджемяна на совещании историков в ЦК ВКП(б) // Юрганов А. Л. Русское национальное государство. М., 2011. С. 290—297, 368—374.